# Norsjø
Der Norsjø ist ein See in der norwegischen Provinz Telemark. Der Name kommt vom altnorwegischen nór, das „eng“ oder „schmal“ bedeutet. Der Wasserspiegel wird bei Skotfoss durch einen Damm reguliert.
Die meisten Flüsse, die zum Flusssystem Skiensvassdraget gehören, sammeln sich im Norsjø, der Abfluss Skienselva mündet bei Skien in den Skagerrak. Zu den Zuflüssen des Norsjø gehören die Eidselva vom Bandak, die Bøelva vom Seljordsvatn und die Sauarelva vom Heddalsvatnet.
Der Norsjø ist Trinkwasserquelle für die Kommunen Skien und Nome.
Der Norsjø macht einen zentralen Teil des Telemarkskanals aus.